# Requiem (film 1998)
Requiem è un film del 1998 diretto da Alain Tanner.